# Hellmuth Jahn
 (octobre 2016).
Si vous disposez d'ouvrages ou d'articles de référence ou si vous connaissez des sites web de qualité traitant du thème abordé ici, merci de compléter l'article en donnant les références utiles à sa vérifiabilité et en les liant à la section « Notes et références ».
Carl Gottfried Hellmuth Jahn, né le 31 mai 1885 à Pillnitz en Saxe et mort en 1923, est un peintre allemand qui exerça un chantage à l'égard du peintre et sculpteur Sascha Schneider (1870-1927).

## Biographie
Hellmuth Jahn est le fils d'un directeur des postes qui s'installe vers 1890 à Meissen dans le faubourg de Cölln au bord de l'Elbe. Il y meurt le 6 avril 1903. Hellmuth Jahn étudie à Dresde à l'école royale de Saxe des arts décoratifs, de 1902 à 1904. Il y fait la connaissance du peintre et sculpteur symboliste Sascha Schneider qui se charge de sa formation et le soutient dans ses études. Jahn demeure alors tout près de l'église Saint-Jean de Cölln, dont Schneider avait reçu la commande d'une fresque dépeignant le Triomphe de la Croix. C'est en 1904 que les deux hommes se lient plus étroitement. Sascha Schneider est nommé la même année professeur à l'académie de Weimar. Il se plaint dans une lettre du 31 août à Kuno von Hardenberg (de) de l'égoïsme et de la mauvaise éducation de Jahn. En octobre, ce dernier le rejoint à Weimar, le quitte quelque temps au printemps 1905, puis le retrouve. 
La sœur de Schneider, Lily, vient retrouver son frère pour s'occuper de lui et de la tenue de son ménage à la fin de l'année 1905. Jahn, qui menaçait de le quitter depuis l'automne dernier, lui fait ses adieux en janvier 1906, et part pour Berlin. C'est alors que Jahn le menace de chantage, car l'homosexualité vient d'être réprimée par l'article 175 du code pénal. Schneider le retrouve pour un court séjour à Berlin, puis Jahn à Weimar, sans doute pour recevoir de l'argent. Mais Sascha Schneider est obligé de démissionner et de prendre l'exil en 1908 pendant trois ans en Italie pour échapper au scandale. Finalement Jahn est aussi exilé et Schneider lui finance un voyage en Égypte... Jahn décide ensuite de retrouver Schneider à Florence en mai 1909, mais Jahn ne peut payer sa note d'hôtel. Un nouvel ami de Schneider, le peintre Daniel Stepanoff, fait arrêter Jahn qui doit quitter l'Italie peu après. Il est encore actif en 1923, car il dessine des projets de figurines de porcelaine de Saxe. Son sort demeure ensuite inconnu.